# Xã Plaza, Quận Mountrail, Bắc Dakota
Xã Plaza (tiếng Anh: Plaza Township) là một xã thuộc quận Mountrail, tiểu bang Bắc Dakota, Hoa Kỳ. Năm 2010, dân số của xã này là 38 người.